# 1496 en littérature
| Années de la littérature : 1493 - 1494 - 1495 - 1496 - 1497 - 1498 - 1499    |
| Décennies de la littérature : 1460 - 1470 - 1480 - 1490 - 1500 - 1510 - 1520 |

Cet article présente les faits marquants de l'année 1496 en littérature.

## Évènements
- 6 février : en exil à Monopoli après l'expulsion des Juifs d'Espagne par les rois catholiques, Isaac Abravanel (1437-1508) achève son commentaire sur le Deutéronome ; il rédige la première partie de son œuvre majeure sur la question messianique, le Migdol Yeshu’ot, intitulée Ma’aynei haYeshua (« les Sources du Salut »), commentaire sur le Livre de Daniel terminé en janvier 1497[1].

## Parutions
- 1er mai et 28 août : Johannes Trithemius (1462-1516) prononce à Mayence ses oraisons De cura pastorali et De duodecim excidiis oberservantiae regularis[2].

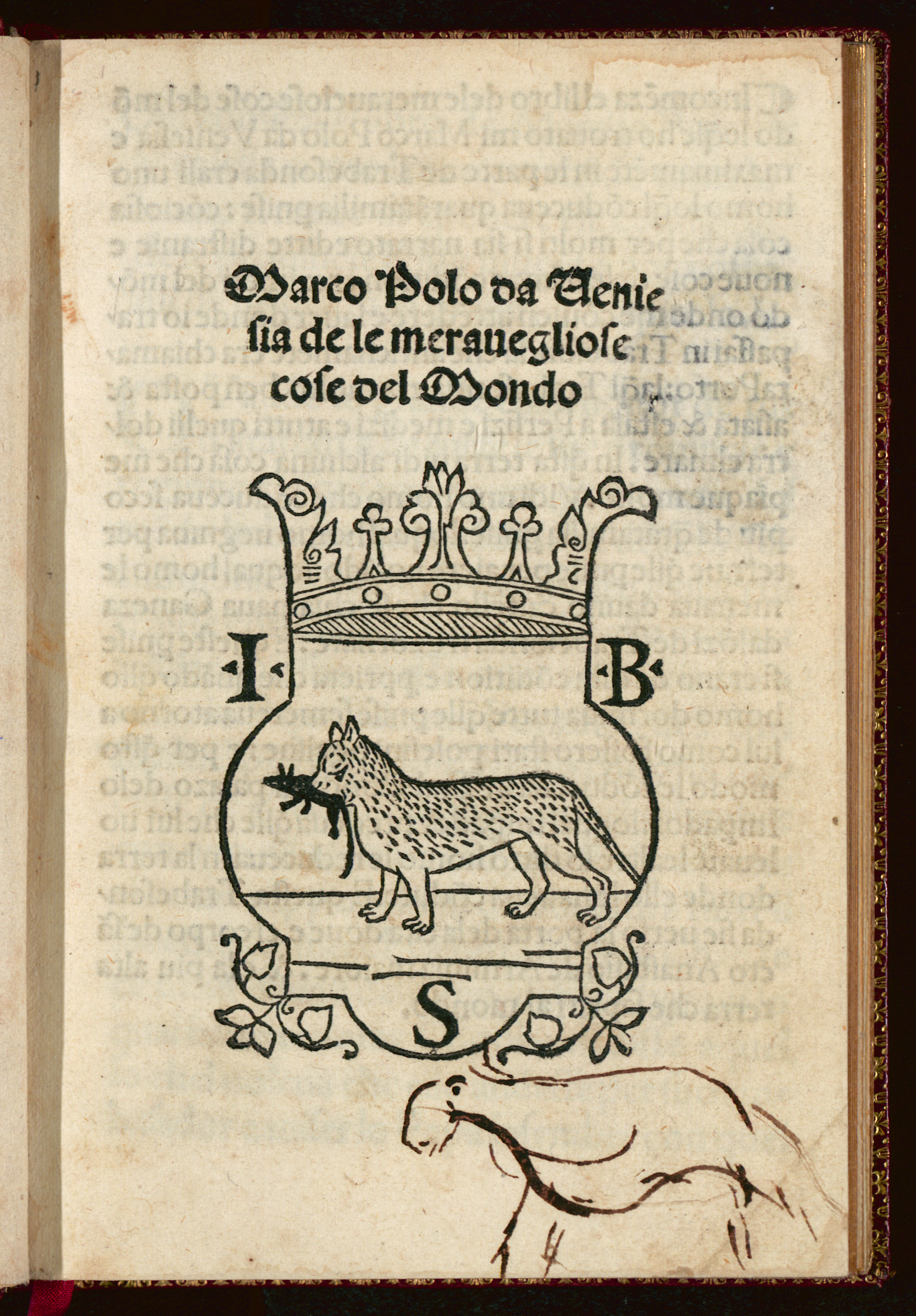
Première impression à Venise du Livre de Marco Polo, 1496.

- 13 juin : première édition imprimée à Venise du Livre de Marco Polo sous le titre Delle meravigliose cose del mondo[3],[4].

- Giovanni Pontano (en latin, Pontanus, 1429-1503) compose Lepidina[5], édité à Venise chez Alde Manuce en 1505 avec les églogues Meliseus, Mæon et Acon[6].

- Vers 1496 : la Sturekrönikan, chronique traitant de l’histoire de la Suède de 1452 à 1496, est achevée[7].

### Romans
- Espagne : date probable de la parution à Séville de Las Sergas de Esplandián, cinquième livre d'une série de romans de chevalerie espagnols commencée avec Amadis de Gaule, écrit par un auteur inconnu du XIVe siècle. Il a été écrit par Garci Rodríguez de Montalvo qui est aussi l'auteur du quatrième livre d'Amadis. La première édition connue du roman date de juillet 1510 à Séville[8].

## Théâtre
- Poète néo-latin, transposant la poésie du dialogue au théâtre, Johannes Reuchlin (1455-1522) fait représenter à Heidelberg vers 1496-1497 ses pièces de théâtre intitulées Satire Sergius et Scaenica Progymnasmata (Henno), qui annoncent les thèmes de la Commedia dell'arte[9].
- Le Mystère de Saint Martin d'André de La Vigne est représenté à Seurre[10].

## Naissances
- Lazare de Baïf, poète, diplomate et humaniste français, mort en 1547.
- João de Barros, historien portugais, mort en 1571.
- François Bonivard, prieur, mort en 1570.
- Clément Marot, poète français, mort en 1544).
- Vers 1496 : Ruzzante (Angelo Beolco), écrivain, dramaturge et acteur italien[11], mort en 1542.

## Décès
- 1er novembre : Filippo Buonaccorsi, dit Filip Callimachus (en latin Philippus Callimachus Experiens), humaniste italien, historien et écrivain de langue latine, réfugié en Pologne, né en 1437.